# Château de Brabois
Le château de Brabois est un ancien château situé sur la commune de Villers-lès-Nancy, construit sur un plateau dominant l'agglomération de Nancy. Il n'en subsiste plus aujourd'hui que deux bâtiments et un vaste parc.

## Historique
Brabois devient un fief en 1536, qui se composait alors de maisons, granges, et étables. Un pavillon est construit en 1615, agrandi au XVIIIe siècle jusqu'à devenir un vaste château ayant les mêmes proportions que le Château de Lunéville, comportant un escalier en vis, de nombreux appartements et une chapelle. Il appartenait à Monsieur Charles François de Barbarat de Morizot, ministre de Louis XVI. Il a été démoli peu après la Révolution française, pour être réutilisé en matériaux de construction. Les bâtiments actuels datent de 1865 et ont été vendus à la ville de Nancy en 1921, le principal ayant été transformé pendant quelque temps en restaurant. De nos jours il ne reste plus que deux bâtiments d'origine, dont un colombier qui a été restauré dans les années 1990. Il subsiste un parc de 60 hectares, avec un panorama sur toute l'agglomération nancéienne.
La tempête Lothar a fortement endommagé le parc en 1999. Un jardin à l'italienne en terrasses a été depuis élaboré en partenariat avec l'ONF. Un truffière expérimentale de 2 hectares a été créée en 2006.
Un restaurant y a ouvert ses portes en mai 2023, exploité par le CAPS (Carrefour d'accompagnement public social), organisme qui accompagne les personnes en situation de handicap.

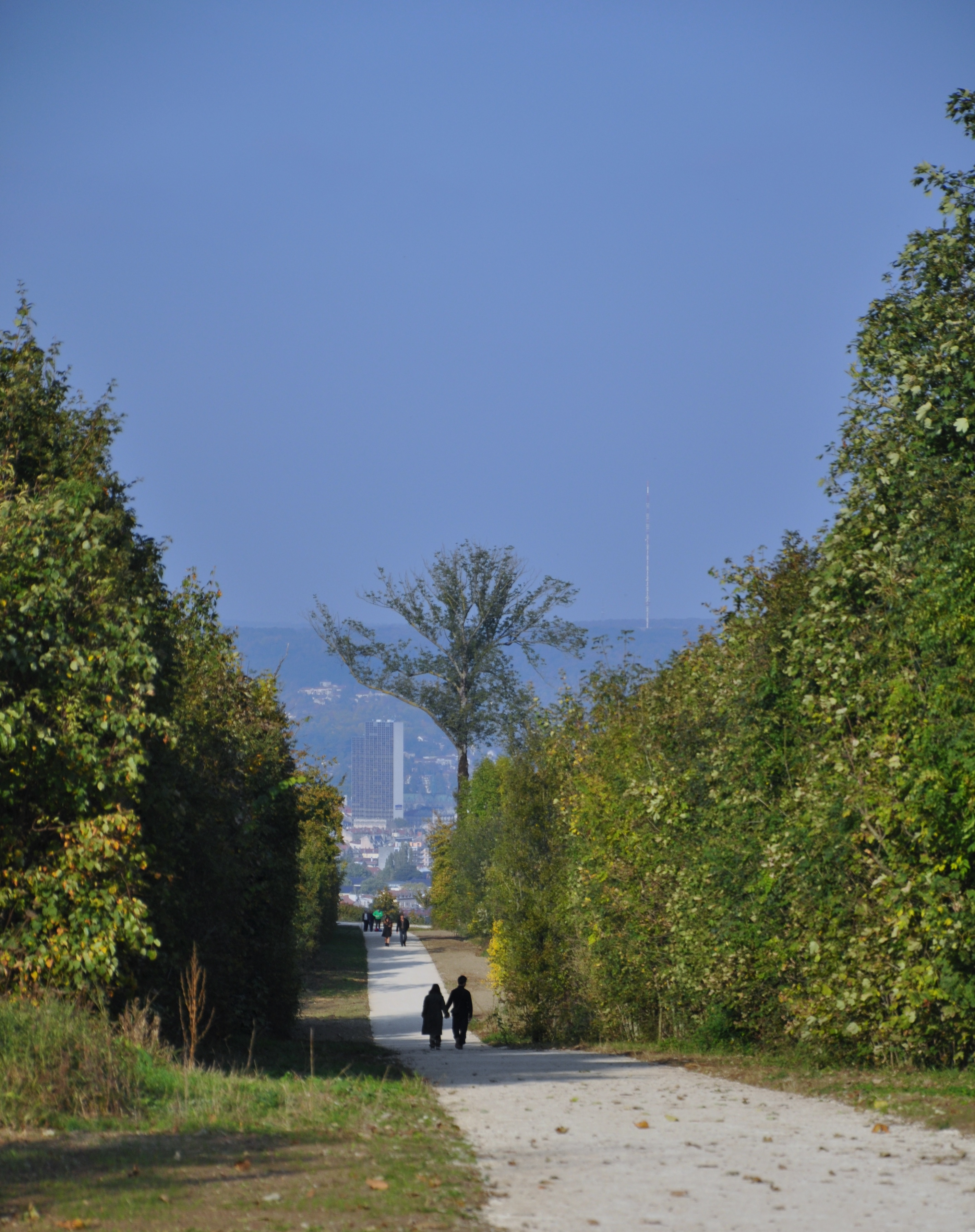
Allée principale du parc du château de Brabois
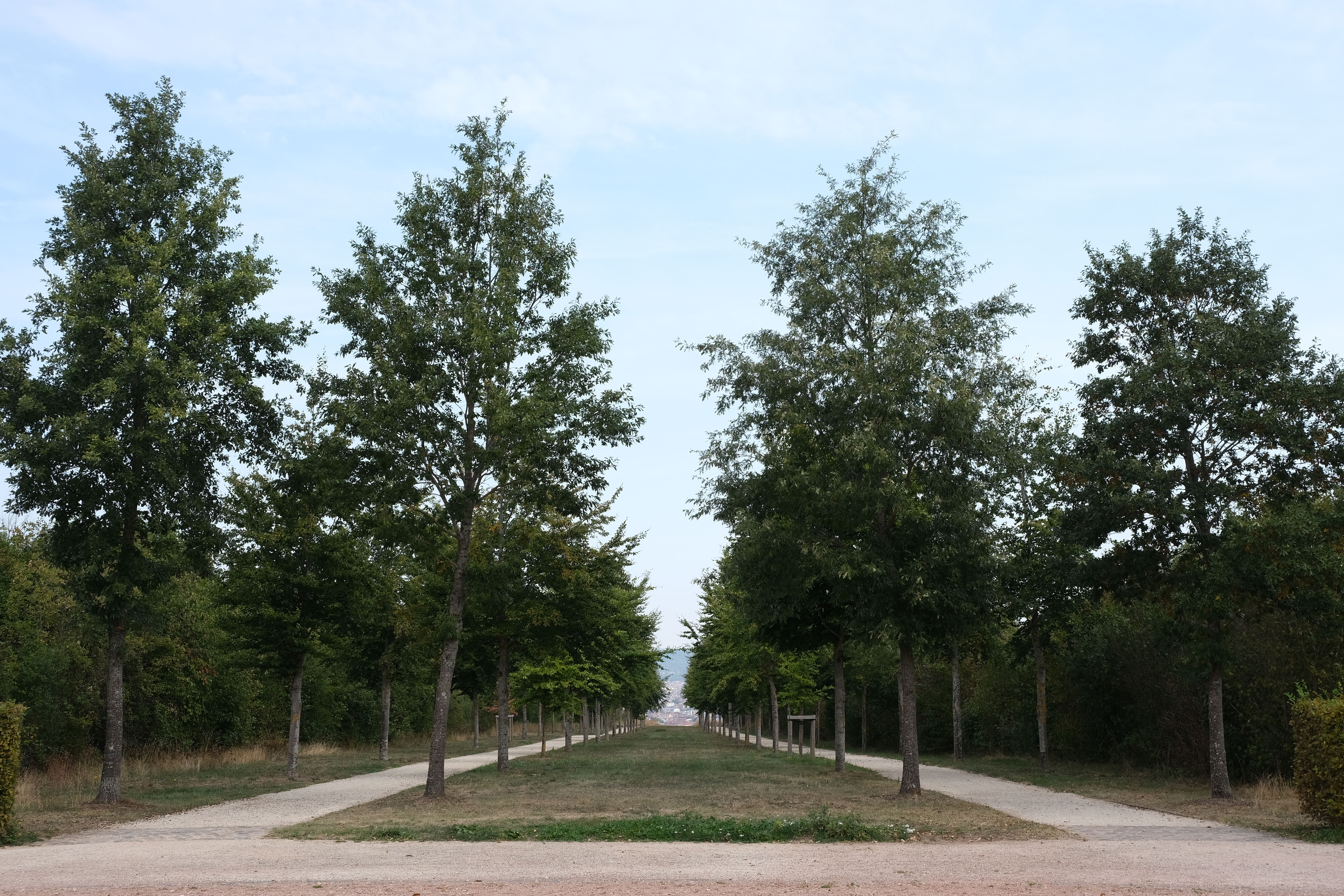
Allées du parc du château de Brabois

## Description
L'entrée principale du parc est située à Vandœuvre-lès-Nancy, mais la totalité du parc se trouve sur la commune de Villers-lès-Nancy.
La partie sud-ouest du parc du château héberge un camping. Un des bâtiments annexes est utilisé par un centre équestre, situé derrière l'hippodrome de Nancy-Brabois.